# ドリップマーケティング
ドリップマーケティング (英: drip marketing)は、事前に作成された一連のメッセージを、顧客や見込み客に時間の経過とともに送信 (ドリップ) するコミュニケーション戦略のこと。これらのメッセージは多くの場合、電子メールマーケティングの形式を取るが、他のメディアも使用されることがある。ドリップマーケティングは、（1）メッセージのタイミングは事前に決定されたコースに従う（2）受信者の特定の動作またはステータスに適合する一連のメッセージとして対象者にドリップされる、という2つの点で他のデータベースマーケティングとは異なる。また、ドリップマーケティングは、通常は自動化されている。 

## メディア
メール:ドリップマーケティングの最も一般的に使用される形式は、コストの安さから、時間の経過とともに複数のメッセージを送信する電子メールマーケティングである。電子メールドリップマーケティングは、オートレスポンダーと呼ばれる方法でフォームと組み合わせて使用される。
ダイレクトメール:より高価だが、標準的な郵便を使用したドリップマーケティング手法を可能にするダイレクトメールソフトウェアが開発されている。このテクノロジーではデジタル印刷を活用し、パーソナライズするためのデータや文面を少量印刷することで、各ドリップメッセージをパーソナライズできる。
ソーシャルメディア:多くのソーシャルメディアマーケティングツールでは、一連の更新をスケジュールできる機能を持ち、ドリップマーケティングの原則を実行することができる。

## リード生成
ドリップマーケティングは、リード生成と品質認定プロセスの手法として使用できる。具体的には、ドリップマーケティングは、各リードのフォローアップを強化できる自動化されたフォローアップ手法を構成する。1992年にBill PersteinerとJim Cecilによって発明され、WinSalesと呼ばれるソフトウェアで最初に導入されたアクションプランとしても知られている。しばしばオートレスポンダーと呼ばれ、新しいリードは自動的にドリップマーケティングキャンペーンに登録され、登録時の元となったアクションに対する適切なメッセージが送信される。この手法は、リード育成としても知られている。
オートレスポンダーの利点は、自動化や効率化が可能で、継続的に顧客に直接応答できることである。インテリジェントなeコマースサイトでは、この形式のドリップキャンペーンを未購入のショッピングカートのある買い物客に行う。継続的に送信するメッセージは、買い物客が購入しようとしているコンテンツに関連したものであり、顧客が直接応答できるアクション（つまり今すぐ購入）を行いやすくする。
オートレスポンダーの不利な点は、フォローアップの方法が顧客にとって機械的に感じられることだ。フォローアップ方法がパーソナライズされていない場合、この自動フォローアップに対する応答率は低くなる。応答率が低下したとしても、リードを生成および変換できる量と効率が悪くない場合は目を瞑ることもある。

## 販売プロセス
ドリップマーケティングは、特に長い販売サイクルを持つ商品（高額商品や企業レベルの販売）で、販売ツールとして広く採用されている。ドリップマーケティングを継続することで、見込み客との関係を損なうことなく、買い物の優先リストに入り続けさせ、見込み客が迅速な行動をとれるように維持する。

## 語源
ドリップマーケティングという言葉は、少量の水を長期間にわたって植物に供給する農業/園芸技術「点滴灌漑」に由来すると言われている。 